# فقط یه شب
« فقط یه شب» ترانه‌ای از Deena Jones & The Dreams است.